# San Alberto (ort i Colombia, Cesar, lat 7,76, long -73,39)
San Alberto är en ort i Colombia.   Den ligger i departementet Cesar, i den norra delen av landet, 400 km norr om huvudstaden Bogotá. San Alberto ligger 118 meter över havet och antalet invånare är 10 627.
Terrängen runt San Alberto är platt åt sydväst, men åt nordost är den kuperad. Runt San Alberto är det glesbefolkat, med 20 invånare per kvadratkilometer. Det finns inga andra samhällen i närheten. Omgivningarna runt San Alberto är huvudsakligen savann.